# Myotis melanorhinus
Myotis melanorhinus — вид роду Нічниця (Myotis).

## Поширення, поведінка
Поширений від Британської Колумбії (Канада) на південь через США до центральної Мексики. Зимує в печерах 5 місяців, починаючи з кінця листопада до початку квітня.